# Thomen Stauch
Thomas „Thomen” Stauch (ur. 11 marca 1970) – perkusista heavymetalowy.

## Kariera
Swoją karierę rozpoczął w niemieckim zespole powermetalowym Blind Guardian. Był on jednym z jego założycieli i pozostał w grupie do kwietnia 2005. Ostatnim albumem studyjnym na którym tam zagrał był A Night at the Opera. Wystąpił także na DVD Imaginations Through the Looking Glass.
Kiedy jeszcze był członkiem Blind Guardian, założył zespół Savage Circus. Pomógł mu w tym Piet Sielck. Grupę uzupełnili Jens Carlsson i Emil Norberg występujący w Persuader. Wydałi debiutancki album, Dreamland Manor w 2005 roku. Ze względu na problemy zdrowotne, co spowodowało jego nieobecność na wielu koncertach, Stauch został zmuszony do opuszczenia zespołu 17 sierpnia 2007.
We wrześniu 2008 roku stał się członkiem zespołu Seelenzorn.
Grał także w zespole Coldseed razem z Björnem Stridem z Soilwork oraz na jednym z albumów Iron Savior.

## Dyskografia

### zBlind Guardian
- Symphonies of Doom (jako Lucifer's Heritage) (1985)
- Battalions of Fear (jako Lucifer's Heritage) (1986)
- Battalions of Fear (1988)
- Follow the Blind (1989)
- Tales from the Twilight World (1990)
- Somewhere Far Beyond (1992)
- Tokyo Tales (1993)
- Imaginations from the Other Side (1995)
- The Forgotten Tales (1996)
- Nightfall in Middle-Earth (1998)
- A Night at the Opera (2002)
- Imaginations Through the Looking Glass (2004)

### zSavage Circus
- Dreamland Manor (2005)

### zIron Savior
- Iron Savior (1997)

### zColdseed
- Completion Makes the Tragedy (2006)